# Doug Marrone
Douglas Charles Marrone (Bronx, 25 luglio 1964) è un ex giocatore di football americano e allenatore di football americano statunitense nella National Football League (NFL).

## Carriera da allenatore
Dopo aver allenato la linea offensiva dei New York Jets ed essere stato il coordinatore offensivo dei New Orleans Saints tra il 2006 e il 2008, Marrone svolse il suo primo incarico di capo allenatore alla Syracuse University che guidò fino al 2012 vincendo due volte il Pinstripe Bowl. Il 6 gennaio 2013, Doug fu annunciato come il successore di Chan Gailey come nuovo capo allenatore dei Buffalo Bills. Nella sua prima stagione terminò con un record di 6-10, all'ultimo posto nella AFC East division. Nella successiva portò i Bills al primo record positivo degli ultimi dieci anni (9-7) ma a sorpresa il 31 dicembre 2014 decise di sfruttare una clausola contrattuale che gli permise di lasciare l'incarico di capo-allenatore di Buffalo. A sorpresa però, nessuna delle squadre alla ricerca di un allenatore si rivolse a lui, così per la stagione 2015 dovette ripiegare sull'allenare la linea offensiva dei Jacksonville Jaguars. Il 19 dicembre 2016, dopo il licenziamento di Gus Bradley, Marrone fu nominato capo-allenatore ad interim per le ultime due gare della stagione. Il 9 gennaio 2017 fu nominato ufficialmente nuovo allenatore della squadra.

## Record da allenatore
| Squadra | Anno   | Stagione regolare | Stagione regolare | Stagione regolare | Stagione regolare | Playoff | Playoff | Playoff         |
| Squadra | Anno   | Vinte             | Perse             | Pareggiate        | Posizione         | Vinte   | Perse   | Risultato       |
| ------- | ------ | ----------------- | ----------------- | ----------------- | ----------------- | ------- | ------- | --------------- |
| BUF     | 2013   | 6                 | 10                | 0                 | 4º nella AFC East | -       | -       | non qualificato |
| BUF     | 2014   | 9                 | 7                 | 0                 | 2º nella AFC East | –       | –       | non qualificato |
| Totale  | Totale | 15                | 17                | 0                 | –                 | –       | –       | –               |